# Nova ferrovia transalpina

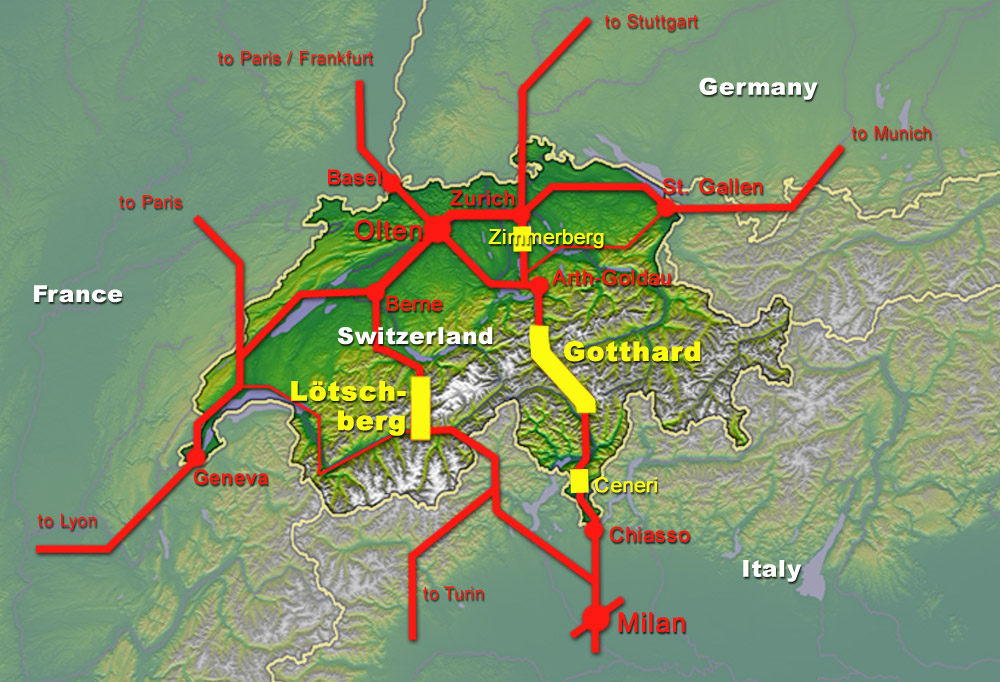
O projeto AlpTransit na Suíça

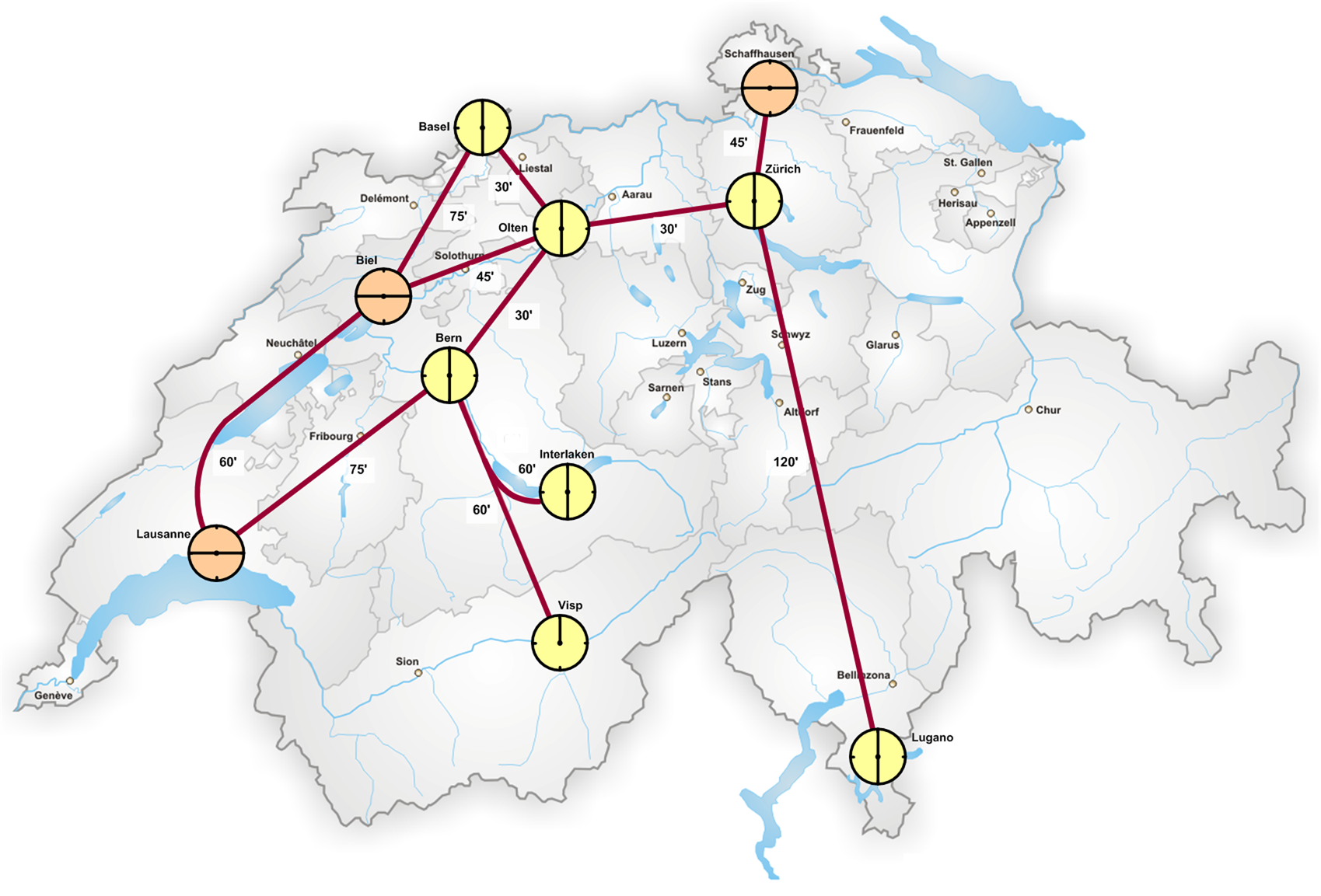
Tempos dos percursos com AlpTransit

A Nova Ferrovia Transalpina (NFTA) (em alemão:  Neue Eisenbahn-Alpentransversale, NEAT; em francês:  Nouvelles lignes ferroviaires à travers les Alpes, NLFA; em italiano:  Nuova ferrovia transalpina, NFTA); em inglês:  New Railway Link through the Alps, NRLA) é um projeto suíço em curso de realização para a travessia ferroviária dos Alpes, implicando a construção do túnel de base de Lötschberg e do túnel de base de São Gotardo. Tem como finalidade ligações rápidas entre o norte e o sul dos Alpes utilizando a via férrea.

## Projeto
Não só destinada às linhas a grande velocidade como o TGV mas também para passar o tráfico da estrada-comboio, o grande objetivo é o da utilização intensiva dos transportes combinados sejam eles o transporte multimodal ou o transporte intermodal.
Principalmente este projeto reduz significativamente os percursos ferroviários onde na linha do São Gotardo e sobre 60 Km, os comboios podem circular a velocidades de 250 Km/h devido ao seu traçado retilíneo.

## História
A primeira ideia visionária de uma linha de base do São Gotardo apareceu em 1947 para a construção de um túnel ferroviário a duas vias com 45 quilómetros entre Amsteg e Giornico.
Nos anos 60 e 70  a confederação suíça propôs a instauração de uma comissão para um túnel ferroviário através dos Alpes mas a recessão económica e os desacordos entre os defensores do Saint-Gothard, do Simplon e do Splügen bloquearam o projeto do túnel.
Nos anos 1980 foram estudadas variantes ao traçado e o conselho federal decidiu em 1989 realizar a variante que prevê a combinação do túnel de base de São Gotardo, o túnel de base de Lötschberg e o túnel do Hirzel para a ligação com a Suíça Oriental.
A 27 de setembro de 1992 teve lugar o referendo para a construção da Nova ferrovia transalpina (NFTA), e o projeto foi aprovado a 63,5% para um custo estimado na altura de 21,4 milhares de francos suíços mas como o túnel do Lötschberg será parcialmente a uma única via, o túnel de Hirzel será abandonado, mas isso a custo de uma taxa sobre os camiões pesados. Foram lançadas as licitações para os trabalhos das porções entre Amsteg, Sedrun, Faido e Bodio.

### A partir de 1999
Entre 1999 e 2011 foram escavados o túnel de base de São Gotardo, e desde 2006 o túnel de base do Ceneri. A 15 de outubro de 2010 teve lugar a primeira junção entre Sedrun e Faido e o túnel de base de São Gotardo está completamente escavado nos seus 57 Km, e deu-se início à instalação das técnicas ferroviárias da parte Sul do túnel, e da galeria Oeste entre Bodio e Faido. Até 2012, 16 Km foram assim preparados com: a via férrea, a catenária, preparação da alimentação elétrica, instalação de telecomunicações e sistemas de segurança.

## AlpTransit
AlpTransit Gotthard Ltd, a AlpTransit, é uma companhia fundada 12 de maio de 1998 e uma subsidiária dos Caminhos de Ferro Federais (CFF) suíços com sede em Lucerna e escritórios em Altdorf, Sedrun, Faido  e Bellinzona. A AlpTransit atualmente em 2014 por 160 pessoas é o construtor do eixo do Gotardo da Nova ferrovia transalpina (NFTA) com os túneis principais do Gotthard e de Ceneri com o fim de estabelecer um ligação ecológica e realista através dos Alpes, pelo que obteve o  certificada ISO 14001:2004 pela sua gestão ecológico já a partir do ano 2000.

## Documentação
- «Projet AlpTransit» (em francês). Visitado: Jan. 2014